# Brian Davis (baloncestista)
Brian Keith Davis (Atlantic City, Nueva Jersey, 21 de junio de 1970) es un exjugador de baloncesto estadounidense que jugó una temporadas en la NBA, además de hacerlo en la CBA, la liga francesa y la turca. Con 2,00 metros de estatura, lo hacía en la posición de alero.

## Trayectoria deportiva

### Universidad
Jugó durante cuatro temporadas con los Blue Devils de la Universidad de Duke, en las que promedió 6,8 puntos y 3,2 rebotes por partido, En sus dos últimas temporadas consiguió junto a su equipo el Torneo de la NCAA, siendo elegido en 1992 en el mejor quinteto del Torneo de la Atlantic Coast Conference.

### Profesional
Fue elegido en la cuadragésimo octava posición del Draft de la NBA de 1992 por Phoenix Suns, pero fue cortado antes del comienzo de la competición, marchándose a jugar una temporada con el Pau-Orthez de la liga francesa.
Regresó a su país al año siguiente, para firmar un contrato multianual con Minnesota Timberwolves, pero solo llegó a disputar una temporada, siendo uno de los últimos hombres del banquillo, jugando poco más de 5 minutos por partido, y promediando 1,9 puntos. Al año siguiente jugó en los Pittsburgh Piranhas de la CBA, para posteriormente retirarse de las pistas como profesional, regresando en 2000 para jugar un único partido con el Aliağa Petkim de la turca.

### Selección nacional
En 1995, jugando con los Piranhas, fue convocado con la selección de Estados Unidos para disputar los Juegos Panamericanos en Mar del Plata, en donde lograron la medalla de plata.

## Estadísticas de su carrera en la NBA

### Temporada regular
| Temporada | Edad | Equipo                 | Liga | P  | TIT | MIN | TC  | TCA | %TC  | 3P  | 3PA | %3P  | TL  | TLA | %TL  | R.OF. | R.DEF. | REB | ASIS | ROB | TAP | PER | FP  | PTS |
| 1993-94   | 23   | Minnesota Timberwolves | NBA  | 68 | 2   | 5.5 | 0.6 | 1.9 | .317 | 0.0 | 0.0 | .333 | 0.7 | 1.0 | .735 | 0.3   | 0.5    | 0.8 | 0.3  | 0.2 | 0.1 | 0.3 | 0.5 | 1.9 |
| Total     |      |                        | NBA  | 68 | 2   | 5.5 | 0.6 | 1.9 | .317 | 0.0 | 0.0 | .333 | 0.7 | 1.0 | .735 | 0.3   | 0.5    | 0.8 | 0.3  | 0.2 | 0.1 | 0.3 | 0.5 | 1.9 |